# Historia de Kilgore, Texas
Este artículo traza la historia de Kilgore (Texas, Estados Unidos).

## Período indígena pre-europeo (-1500)

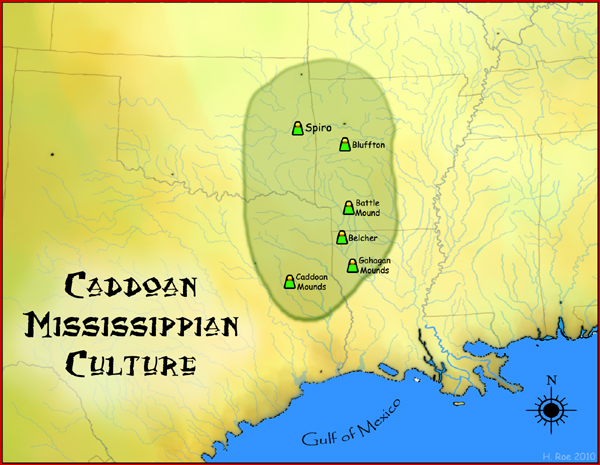
Mapa de la cultura misisipiana caddoana y algunos sitios importantes.

Los caddo se cree que son una extensión de los pueblos del período Woodland, las culturas Fourche Maline y Mossy Grove, cuyos miembros vivieron en las áreas de Arkansas, Luisiana, Oklahoma y Texas entre 200 a. C. y 800 d. C. Los Wichita y Pawnee también están relacionados con los caddo, ya que históricamente hablaban lenguas caddoanas.
Para el año 800 d. C., esta sociedad había comenzado a formar la cultura misisipiana caddoana. Algunas aldeas ganaron prominencia como centros rituales, y los líderes dirigieron la construcción de grandes estructuras de tierra conocidas como montículos de plataforma, que servían como templos y residencias para la élite. 
Para el año 1000 d. C., una sociedad definida por los arqueólogos modernos como "caddoana" había surgido. Hacia el año 1200, numerosas aldeas, granjas y asentamientos dentro del mundo caddoano habían desarrollado una extensa agricultura basada en el maíz, permitiendo un aumento en la densidad de población.

## Período territorial (1500s–1872)
Los caddo habitaban el área de Kilgore antes de la llegada de los europeos. Toda Texas pasó a formar parte del Virreinato de Nueva España en el siglo XVI. El área también fue reclamada por Francia, pero en 1819 el Tratado Adams-Onís colocó oficialmente a Kilgore dentro del territorio español al establecer el Río Rojo del Sur como la frontera norte de Nueva España.
Un europeo que probablemente visitó el área de Kilgore fue Athanase de Mezieres en 1778. De Mezieres, un francés al servicio del Rey de España, describió un área similar al este de Texas. Escribió:

Es digno de notar que desde el Río Brazos, donde están establecidos los Tuacanas, hasta que se alcanza el río que baña la aldea de los Taovayzes (Río Rojo), se encuentra un bosque que los nativos llaman apropiadamente el Gran Bosque. ... Es muy denso, pero no muy ancho. Parece estar ahí para guiar incluso a los menos experimentados y para dar refugio a aquellos que, siendo pocos y careciendo de valor, desean ir de un pueblo a otro. — De Mezieres

En 1821, tras la independencia de México, el área pasó a formar parte del estado mexicano de Coahuila y Tejas. En 1836, la República de Texas se separó de México y se mantuvo como un país independiente durante casi 10 años.

## Asentamiento (1872–1930)

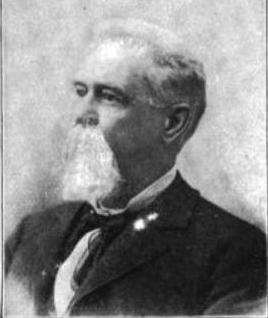
Constantine B. Kilgore

Kilgore fue fundado en 1872 cuando el Ferrocarril Internacional–Gran Norte completó la fase inicial de una línea ferroviaria entre Palestine y Longview. La empresa ferroviaria optó por evitar New Danville, una pequeña comunidad a unos 10 millas (16 km) al sureste de Longview, y en su lugar establecer un nuevo pueblo en 174 acres (0,7 km²) de terreno vendido al ferrocarril por Constantine Buckley Kilgore, el homónimo de la ciudad.
Durante este tiempo, Kilgore era solo un depósito agrícola local de trenes, sirviendo principalmente como un centro para las comunidades agrícolas cercanas. Los agricultores dependían de los trenes para transportar cultivos y ganado, conectando Kilgore con mercados más grandes.
Para 1885, la población había alcanzado los 250 habitantes y la comunidad tenía dos desmotadoras de algodón, una iglesia y una escuela (solo para niños blancos). El distrito escolar independiente de Kilgore se organizó en 1910. Para 1914, el pueblo contaba con dos bancos, varias empresas y una población estimada de 700 personas. Los años 1920 mostraron un crecimiento continuo y, en 1929, Kilgore tenía aproximadamente 1,000 residentes.

## Período petrolero (1930–1945)
En octubre de 1930, el petrolero Columbus M. "Dad" Joiner encontró petróleo cerca del pueblo de Henderson. El pozo, conocido como Daisy Bradford #3, marcó el descubrimiento del vasto Campo Petrolero del Este de Texas. En pocos meses, Kilgore se transformó de un pequeño pueblo agrícola en declive a una ciudad que conoció una auténtica explosión demográfica y económica.
Para 1936, la población había aumentado a más de 12,000 personas, y el horizonte de Kilgore estaba lleno de torres petroleras.

### Kilgore College

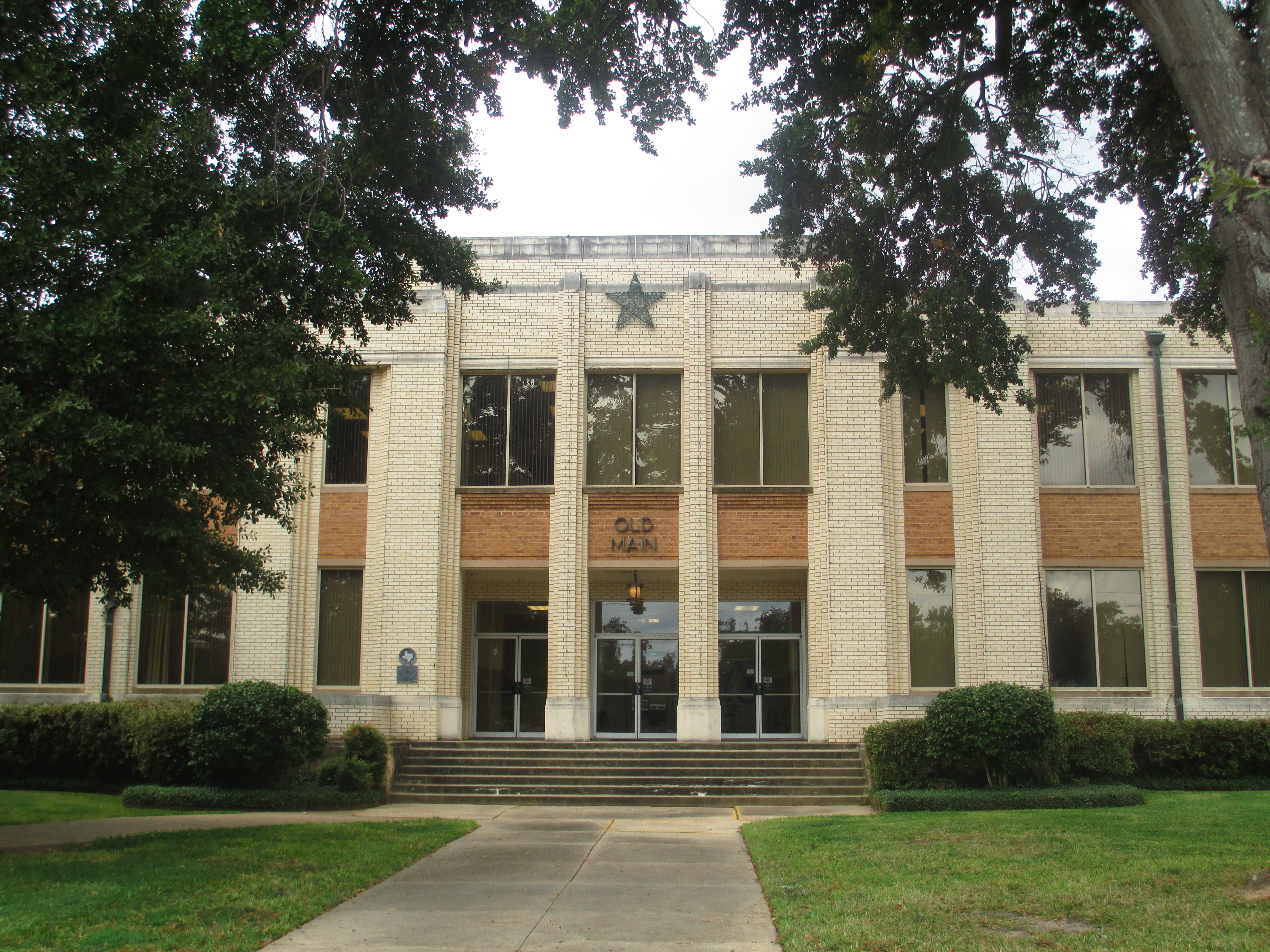
Old Main en Kilgore College

Kilgore College se fundó en 1935 y es la sede de los Kilgore College Rangerettes, el primer equipo de danza de precisión del mundo.